# Versfest berlin

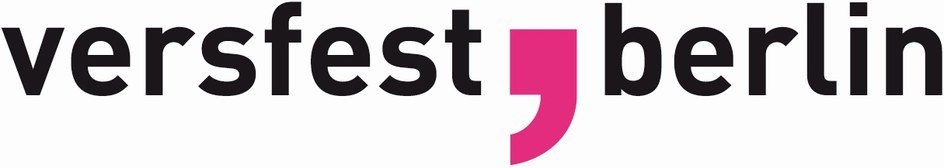
Logo des versfests berlin

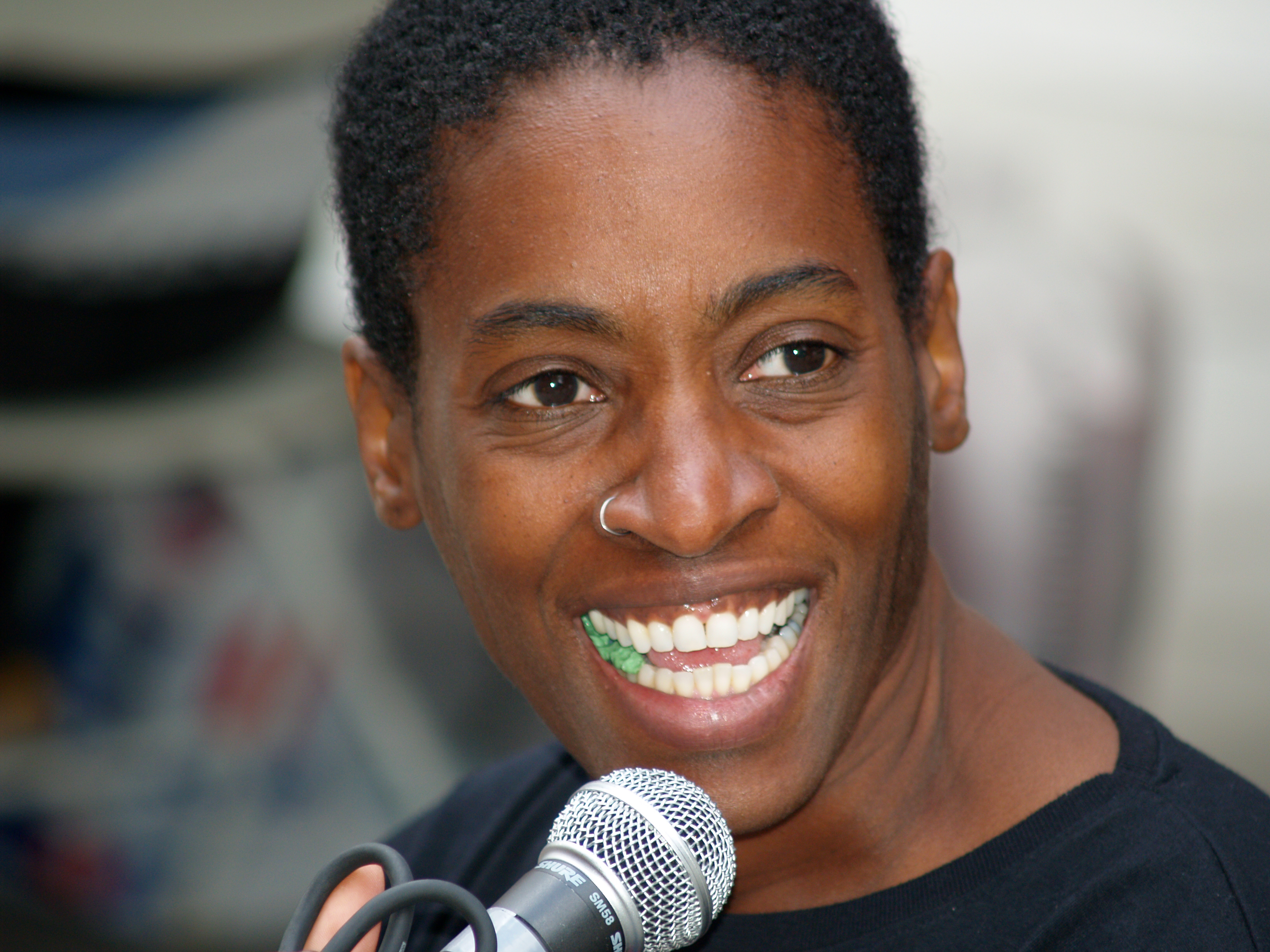
Eröffnungsrednerin des versfests berlin: Jacqueline Woodson

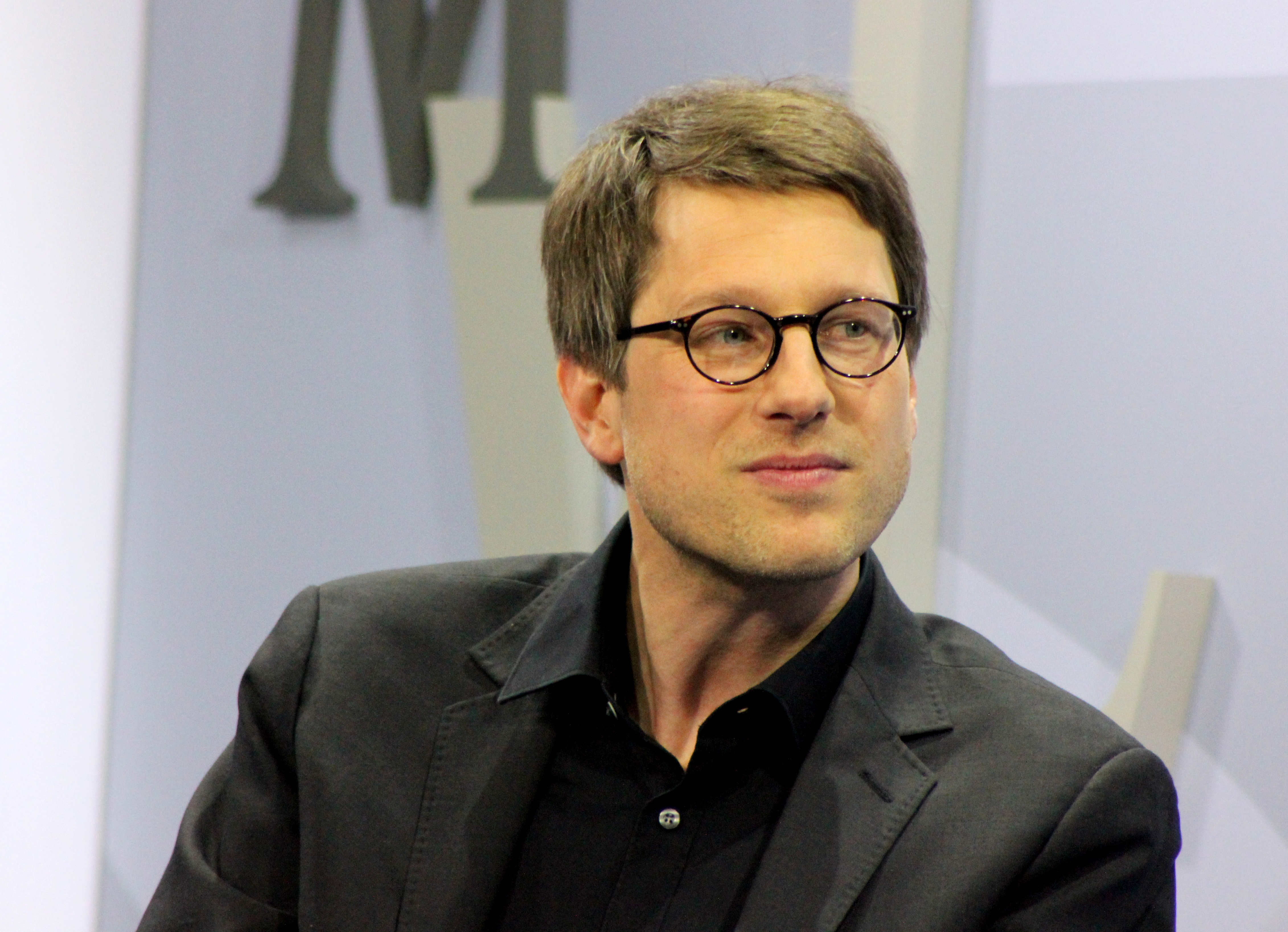
Schirmherr des versfests berlin: Jan Wagner

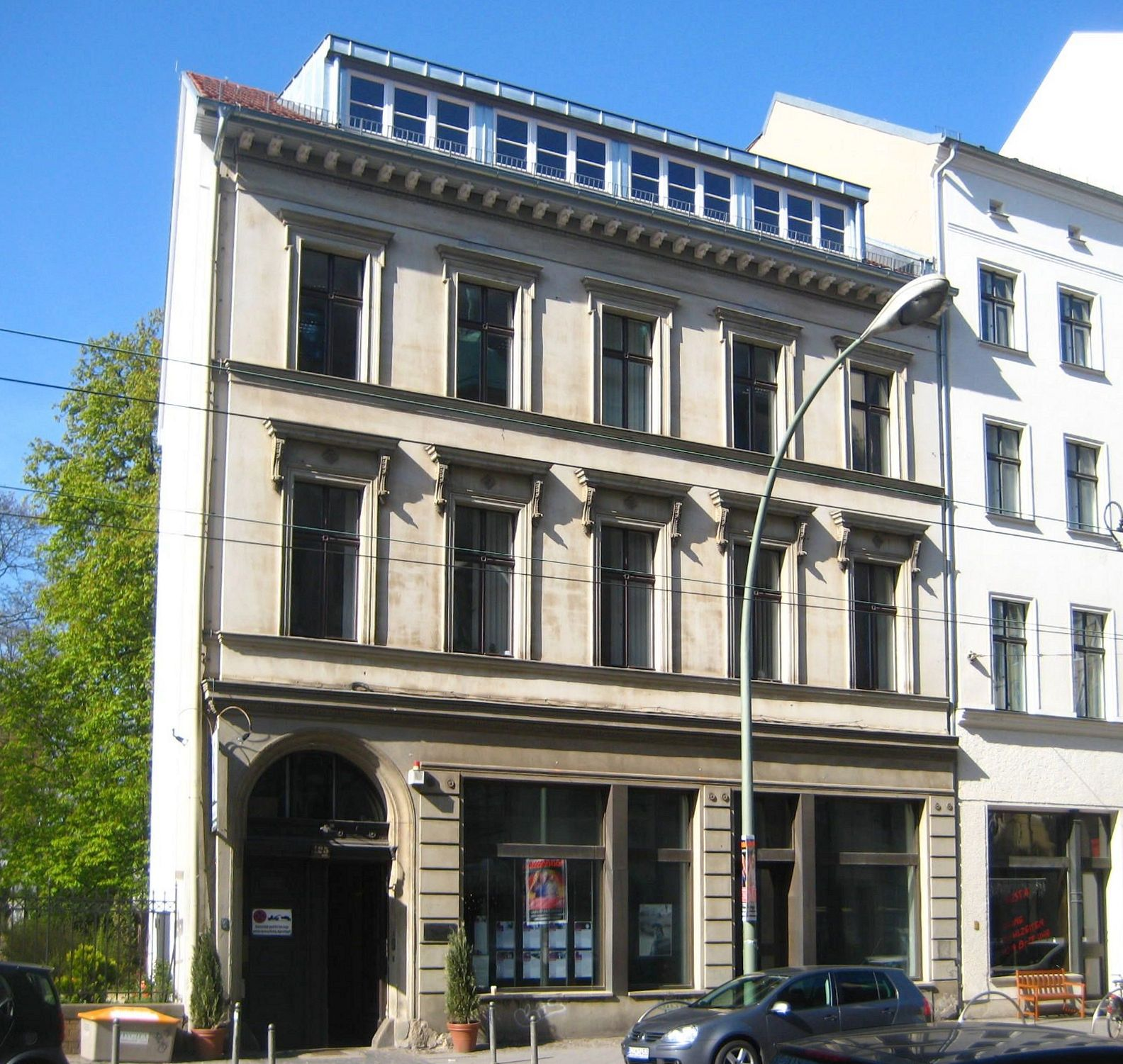
Zentrum des versfests berlin: Literaturforum im Brecht-Haus

Das Versfest Berlin (Eigenschreibweise: versfest berlin) ist ein internationales Literaturfestival, bei dem Lyrik für Kinder und Jugendliche präsentiert wird. Es wurde 2017 erstmals von Peter-Weiss-Stiftung für Kunst und Politik veranstaltet. Mit Jacqueline Woodson, Sarah Crossan, Carol Ann Duffy und Franz Hohler traten einige der weltweit bedeutendsten Lyriker im Bereich der Kinder- und Jugendliteratur beim Festival auf.

## Überblick
Veranstaltungszentren des Festivals waren das Literaturforum im Brecht-Haus und das Collegium Hungaricum Berlin. Weitere Veranstaltungen fanden unter anderem im Deutschen Theater Berlin und im Grips-Theater statt. Das Programm bestand aus Premierenlesungen und Workshops. Außerdem wurden verschiedene Specials organisiert, darunter die Ausstellung Unique Poetry, eine Retrospektive zu James Krüss, eine Eröffnungsrede von Jacqueline Woodson und eine Poesie-Meisterklasse. Laut Eigendarstellung der Veranstalter hatte das Festival das Ziel, die »große Kluft zwischen jungen Menschen und der Poesie« zu verringern. Das Festival wurde vom Hauptstadtkulturfonds gefördert, stand unter Schirmherrschaft von Jan Wagner und fand unter Leitung von Christoph Rieger statt.
Am versfest berlin nahmen Sarah Crossan (Eins), Carol Ann Duffy (The Princess’ Blankets), Uwe-Michael Gutzschhahn (Unsinn lässt grüßen und Ununterbrochen schwimmt im Meer der Hinundhering hin und her), Steven Herrick (Wir beide wussten, es war was passiert), Franz Hohler (Es war einmal ein Igel), Lan Lan (Shiren yu xiao shu), Synne Lea (Nattevakt), Anushka Ravishankar (Ausreden Ausreden), Edward van de Vendel (Ik juich voor jou) und Jacqueline Woodson (Brown Girl Dreaming) teil und stellten ihre Bücher als Premieren in Berlin vor.

## Unique Poetry
Beim versfest berlin wurde von den Gästen des Festivals die undotierte Auszeichnung Unique Poetry für besondere Lyrik im Bereich der Kinder- und Jugendliteratur verliehen. Folgende Bücher wurden ausgezeichnet:
| Juror                   | Prämiertes Buch               | Autor des Buches                     | Begründung des Jurors |
| ----------------------- | ----------------------------- | ------------------------------------ | --- |
| Synne Lea               | Alphabet                      | Inger Christensen                    | »Still is the first poetry book I turn to every time I am in need of comfort and courage.« |
| Steven Herrick          | Come On Everybody             | Adrian Mitchell                      | »When I first read Adrian Mitchell's words, 'Most people ignore most poetry, because most poetry ignores most people', I knew I'd found a creed for poetry.«                                                                |
| Edward van de Vendel    | Dag Rots                      | Kees Spiering                        | »A heartfelt rendition of poetry about a broken love. There is hurt in every line, as much as beauty. It's as raw as it is precise - an little known gem in Dutch poetry.«                                                  |
| Franz Hohler            | Das große Wilhelm-Busch-Album | Wilhelm Busch                        | »Die Verse und Zeichnungen darin waren für mich als Kind die erste Begegnung mit Satire.« |
| Uwe-Michael Gutzschhahn | Hier wohnt mein Glück         | Edward van de Vendel, Natalie Tornai | »Ein Buch, von dem ich nur die Bilder lesen konnte, die Gedichte waren in einer anderen Sprache geschrieben und wir mussten sie neu aus den Bildern heraus dichten und die Seiten füllen – ein idealer poetischer Prozess.« |
| Lan Lan                 | Hu Sheng Hua Ji               | Hong Yi                              | »A wonderful book encouraging respect and benevolence toward all life.« |
| Sarah Crossan           | Out of the Dust               | Karen Hesse                          | »A pitch perfect verse novel about growing up in desperate times.« |
| Carol Ann Duffy         | Poetry in the Making          | Ted Hughes                           | »A book that looks as closely at poetry as a botanist looks at a flower.« |
| Jacqueline Woodson      | The Crossover                 | Kwame Alexander                      | »This novel in verse is at once intriguing, thoughtful and surprising. Loved it.« |
| Anushka Ravishankar     | The Right Kind of Dog         | Adil Jussawalla                      | »An intellectual and aesthetic delight, because it deals with issues of growing up, like identity and the desire to fit in, with depth and sensitivity and in utterly beautiful verse.«                                     |